# Днепрорудное
Днепрору́дное (укр. Дніпрорудне) — город в Васильевском районе Запорожской области Украины, административный центр Днепрорудненской городской общины.
В марте 2022 году город был оккупирован российскими войсками в ходе вторжения России на Украину.

## Географическое положение
Город Днепрорудное находится на левом берегу Каховского водохранилища (Днепр), выше по течению на расстоянии в 2 км расположено село Златополь, ниже по течению примыкает село Балки.

## История
В окрестностях города исследовано несколько курганов с погребениями эпохи бронзы (III — начало I тысячелетия до н. э.) и скифского времени (IV в. до н. э.).
Основан как посёлок Дружба в 1961 году для разработки богатых месторождений Белозерского железорудного района. В 1963 году был переименован в посёлок Днепроград, в 1964 году — в пгт Днепрорудное.
Первая руда добыта 26 августа 1967 года, в честь чего в 1968 году был сооружён монумент на площади, с которой начинается проспект Энтузиастов.
В 1970 году был присвоен статус города. В 1970 году численность населения составляла 12 тыс. человек, здесь действовали железорудный комбинат, завод железобетонных конструкций и горный техникум.
В январе 1989 года численность населения составляла 22 773 человек, в это время крупнейшими предприятиями были железорудный комбинат, завод железобетонных конструкций и завод строительно-отделочных машин.
В мае 1995 года Кабинет министров Украины утвердил решение о приватизации находившихся здесь завода железобетонных конструкций № 9 и АТП-12364.
До 2020 года составлял Днепрорудненский городской совет.
В марте 2022 года город был оккупирован российскими войсками в ходе вторжения России на Украину.

## Образование
В городе три общеобразовательные школы.

## Население
| 1970   | 1979   | 1989   | 2001   | 2013   | 2019   | 2021   |
| ------ | ------ | ------ | ------ | ------ | ------ | ------ |
| 12 068 | 16 997 | 22 773 | 21 054 | 19 479 | 18 468 | 18 036 |

Согласно переписи населения 2001 года 60,8 % населения Днепрорудного составляли украинцы, 36,6 % — русские, 0,7 % — белорусы.

### Языковой состав
По данным переписи 2001 года 45,90 % населения города указали украинский язык родным, 53,49 % — русский, 0,61 % — другие языки.

## Экономика
- Запорожский железорудный комбинат
- Завод железобетонных конструкций
- Завод строительно-отделочных машин
- Днепрорудненский сыродельный комбинат

## Транспорт
Находится в 3 км от ж.-д. станции Каховское Море. Через город проходят автомобильные дороги Р-37 и Т-0817. Грузовой порт.

## Объекты социальной сферы
- Гимназия «София»
- Общеобразовательная школа-комплекс «Свиточ»
- Общеобразовательная школа «Талант»
- Общеобразовательная школа І-ІІ ступеней
- Профессиональный лицей.
- Индустриальный техникум.
- Дом культуры «Горняк».
- Библиотека семейного чтения
- Библиотека для взрослых
- Музыкальная школа
- Спортивная школа
- Центр детского и юношеского творчества

## Галерея

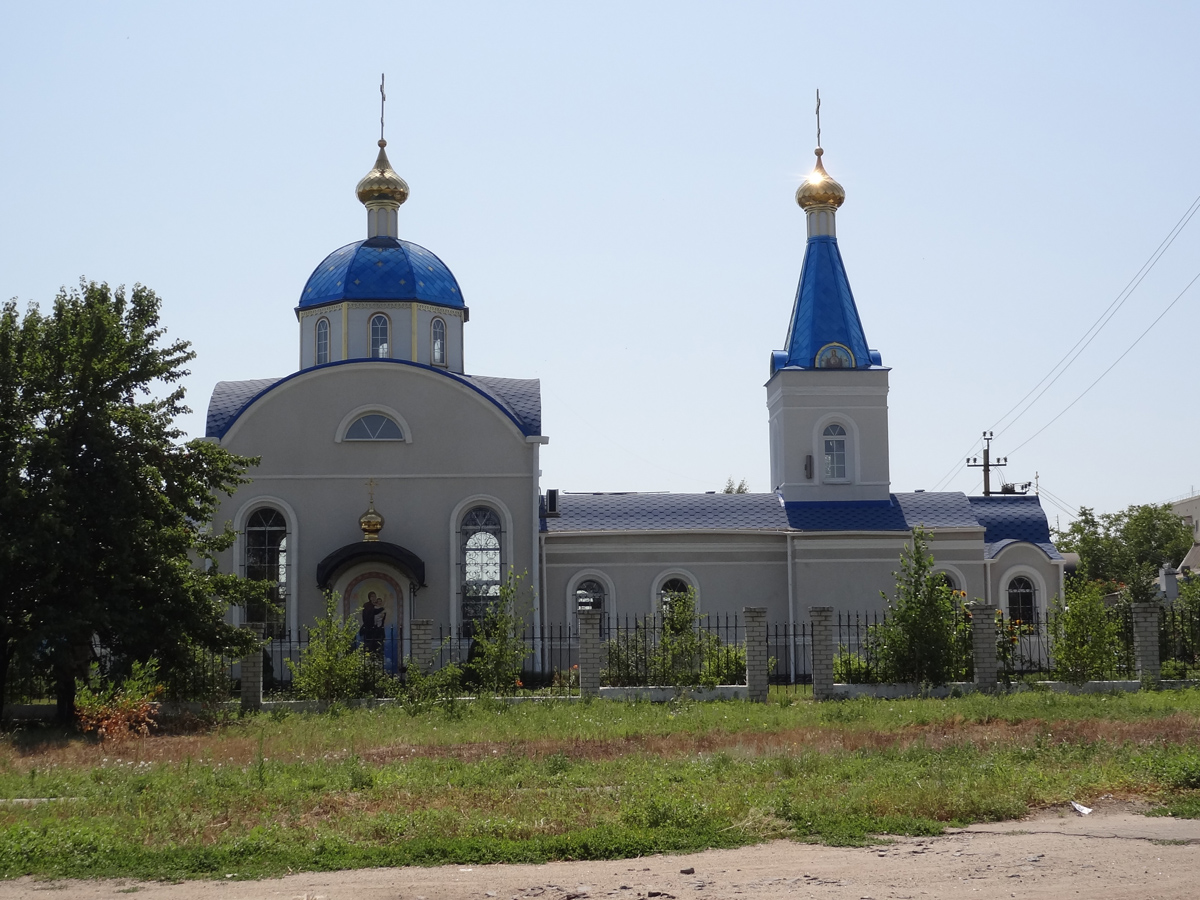
Церковь Успения
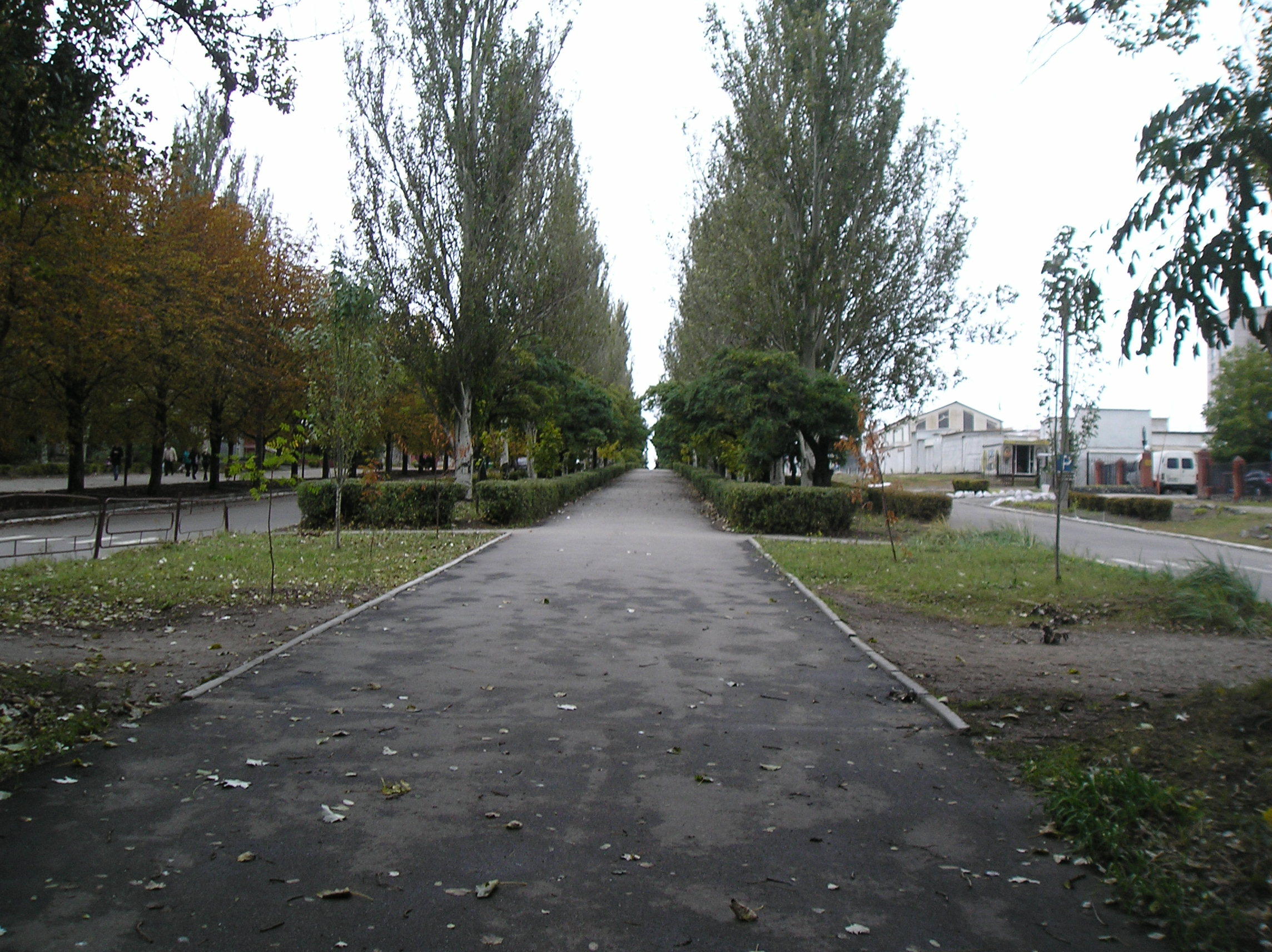
Центральная аллея
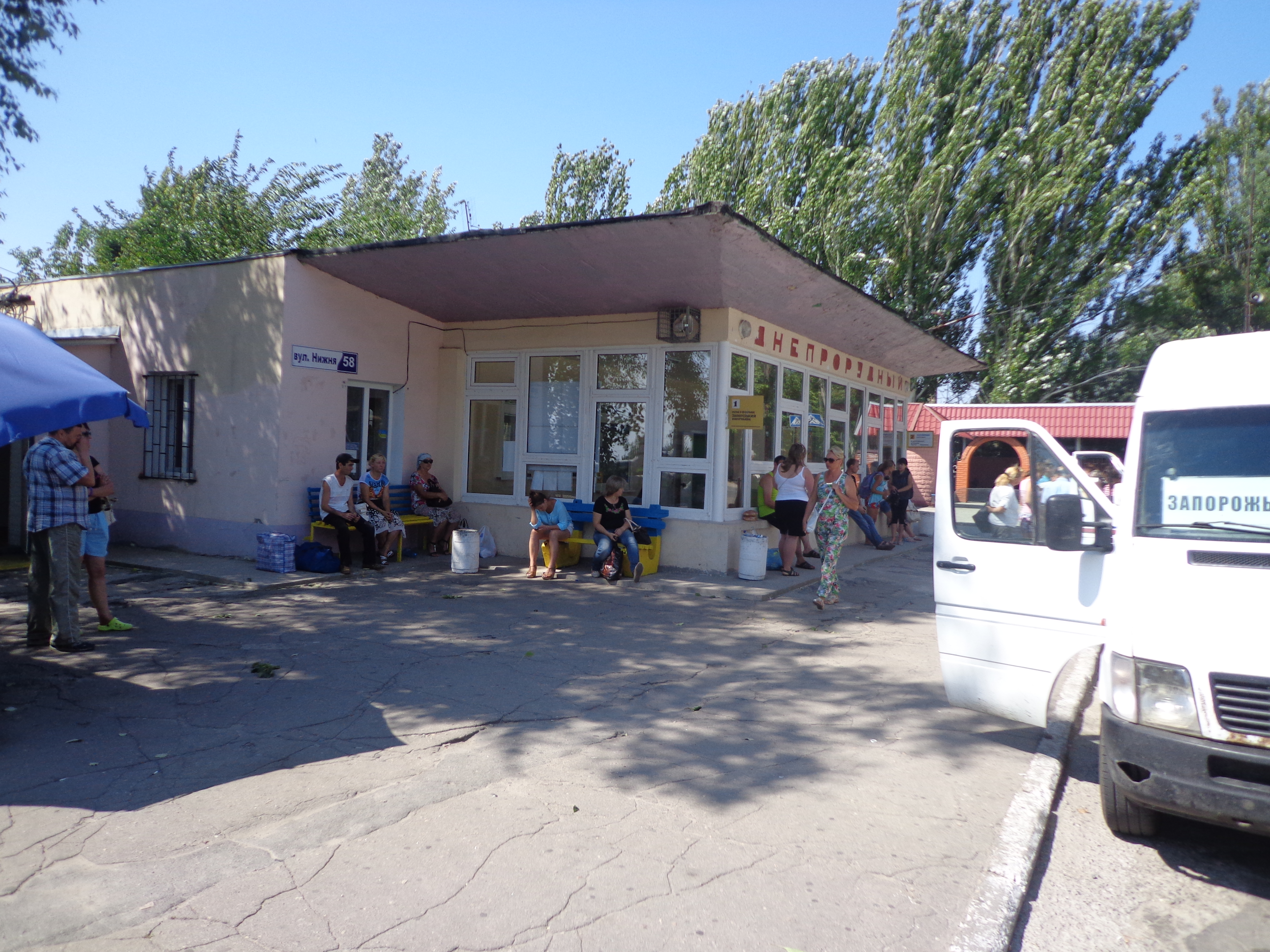
Автобусная станция
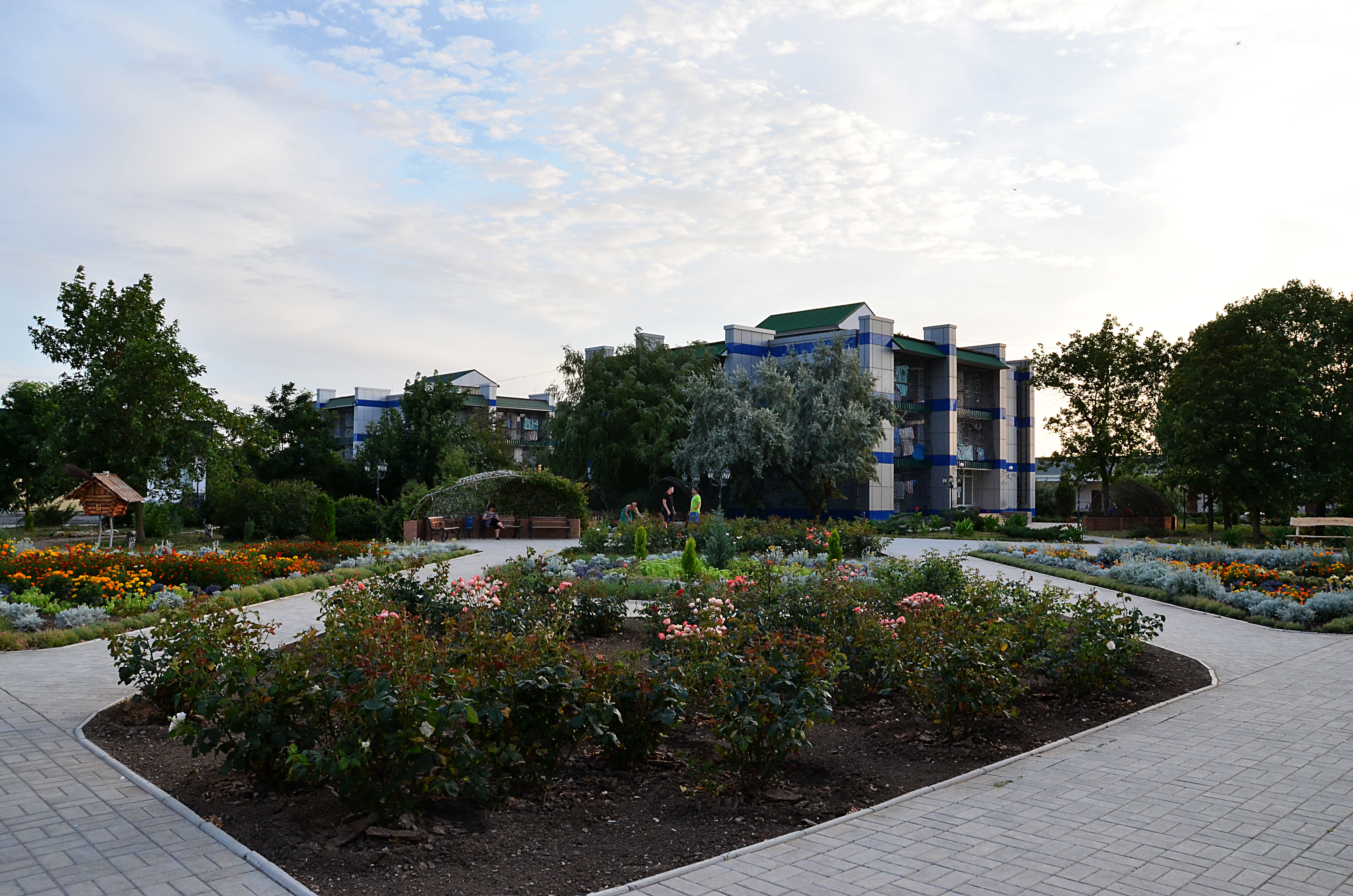
Дом отдыха
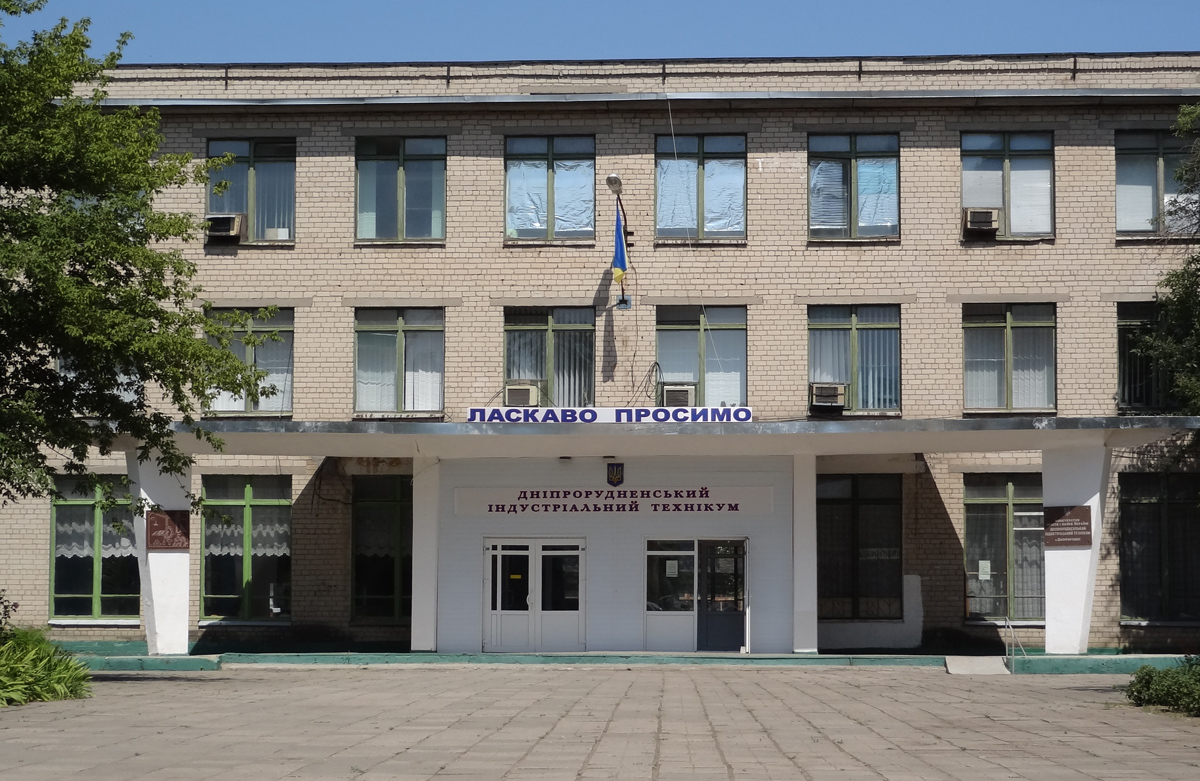
Индустриальный техникум